# 大村襄治
大村 襄治（おおむら じょうじ、1919年〈大正8年〉3月30日 - 1997年〈平成9年〉12月15日）は、日本の政治家、官僚。衆議院議員（8期、自由民主党）、防衛庁長官（第39代）。父も防衛庁長官を務めた大村清一。

## 経歴
東京府出身。旧制東京高等学校卒業。1940年10月に高等試験行政科合格。1941年に東京帝国大学法学部法律学科を卒業し、内務省に入省。土木局属。
1945年10月に内務省大臣官房。1947年1月に同省地方局。同年7月に大蔵省主計局。1953年10月に自治庁財政部理財課長（後の地方債課長）。1956年6月に福岡県総務部長。1958年6月に自治庁税務局府県税課長。1959年11月に同庁長官官房調査官。1960年7月に自治省大臣官房調査官。1961年8月に同省大臣官房参事官。
1962年5月に同省官房長。その翌年に同省財政局長となり、その後退官。1963年11月の第30回衆議院議員総選挙に父の地盤を引き継いで旧岡山1区から出馬するも次点で落選。
1967年1月、第31回衆議院議員総選挙で再び旧岡山1区から出馬し初当選。以降8期連続当選。1973年11月、第2次田中角栄第1次改造内閣で内閣官房副長官に就任。以降、大蔵政務次官、自民党副幹事長、自民党安全保障調査会の防衛力整備小委員会委員長などを歴任。防衛族議員の中心的な一人であり、1980年11月の鈴木善幸内閣では防衛庁長官として初入閣を果たした。
1989年春の叙勲で勲一等瑞宝章受章。1990年2月の衆院選で落選し、政界を引退した。
1997年12月15日、肺炎のため東京都世田谷区の自衛隊中央病院で死去、78歳。死没日をもって従六位から従三位に叙される。墓所は小平霊園。

## 人物像
趣味は剣道、短歌。住所は東京都板橋区南町。岡山県津山市在籍。

## 著書
- 「GNP1％論の軌跡」（千代田永田書房）

## 関連人物
- 中曽根康弘
- 早川崇
- 小沢辰男